# Municipio de Dobson (Arkansas)
El municipio de Dobson (en inglés: Dobson Township) es un municipio ubicado en el condado de Poinsett en el estado estadounidense de Arkansas. En el año 2010 tenía una población de 170 habitantes y una densidad poblacional de 1,82 personas por km².

## Geografía
El municipio de Dobson se encuentra ubicado en las coordenadas 35°39′26″N 90°59′10″O / 35.65722, -90.98611. Según la Oficina del Censo de los Estados Unidos, el municipio tiene una superficie total de 93.35 km², de la cual 93,05 km² corresponden a tierra firme y (0,32 %) 0,3 km² es agua.

## Demografía
Según el censo de 2010, había 170 personas residiendo en el municipio de Dobson. La densidad de población era de 1,82 hab./km². De los 170 habitantes, el municipio de Dobson estaba compuesto por el 92,94 % blancos, el 0,59 % eran afroamericanos, el 5,29 % eran de otras razas y el 1,18 % eran de una mezcla de razas. Del total de la población el 5,29 % eran hispanos o latinos de cualquier raza.